# Église Saint-Jean-Baptiste du Plateau
L'église Saint-Jean-Baptiste du Plateau est une église catholique de la commune d'Ivry-sur-Seine (Val-de-Marne). Cette église dédiée à saint Jean-Baptiste fut construite en 1935 dans le cadre des Œuvres des chantiers du Cardinal grâce au financement d'Antoinette Richard née Gautier, en souvenir de son fils Jean mort au champ d'honneur le 6 octobre 1915.

## Contexte historique

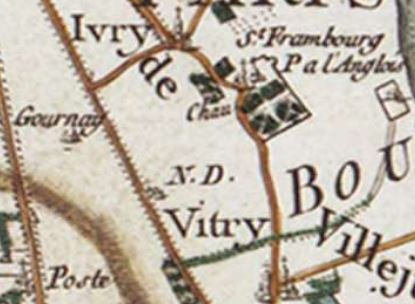
Sur la carte de Cassini, la route de Choisy, aujourd'hui boulevard de Stalingrad. On y lit N.D. signifiant Notre-Dame, à l'emplacement de l'église-Saint-Jean-Baptiste. Il pourrait s'agir de la chapelle Notre-Dame des Anges citée par l'abbé Lebeuf en 1757.

Depuis la loi de 1905, la France applique un strict régime de séparation entre l’Église et l’État. À l'époque de l'édification de Saint-Jean-Baptiste, la population française se dit majoritairement catholique mais la banlieue connaît une déchristianisation croissante. Ce phénomène est en partie dû à l’absence de lieux de culte ou de structures ecclésiales adaptées aux modifications démographiques des banlieues parisiennes. 
En 1925, le père Pierre Lhande, jésuite, publie dans la revue Études une série de reportages sur la banlieue parisienne et en particulier sur ce que l'on appelait alors « la Zone », vaste étendue couverte d'un fouillis de cabanes et de baraquements où vivait dans la misère une population ouvrière et où toute une couche de cette population d'origine rurale se déchristianisait. Le père Lhande attire alors l'attention sur le rôle des prêtres, religieuses, laïcs qui parcourent ce « nouveau pays de mission » tels Madeleine Delbrêl et Monique Maunoury dans « la zone d’Ivry-sur-Seine ». En 1930, le père Lhande rédige son ouvrage Le Christ dans la banlieue où il met en lumière la détresse matérielle et spirituelle aux portes de Paris. Sous l'impulsion que génère le père Lhande entre 1925 et 1930 dans les milieux catholiques, 52 chapelles ou églises sont construites dans la banlieue parisienne, 90 locaux de patronage, 40 dispensaires, 12 écoles, 8 jardins d'enfants, 14 pouponnières. 
En novembre 1929, Jean Verdier, ancien supérieur du séminaire des Carmes, puis des séminaires d’Issy et de celui de Saint-Sulpice, est promu archevêque de Paris et, en décembre, cardinal. Le cardinal-archevêque témoigne de préoccupations sociales qui l’incitent à favoriser les mouvements d’action catholique. Il prend immédiatement conscience de l'effort immense à accomplir en particulier en banlieue. En 1931, il instaure l'association de l'Œuvre des nouvelles paroisses de la région parisienne qui devient l'Œuvre des Chantiers du Cardinal. Celle-ci commence à donner un nouvel essor aux programmes de constructions.
En moins de dix ans, plus de cent nouveaux lieux de culte seront élevés dans les arrondissements périphériques de la capitale et en banlieue. La plupart des églises sont modestes et peu d'entre elles reflètent un réel souci d'innovation ; pour beaucoup d'entre elles, le programme décoratif l'emporte en ambition sur les formes architecturales.

## L'église Saint-Jean-Baptiste du Plateau

### Chronologie du chantier
- 1934 : Madame Richard offre de financer la construction de l'église, en souvenir de son fils Jean mort lors de la bataille de la Marne.
- 1935 : Début du chantier de l'église, dont la conception et la construction sont confiées à l'architecte Charles Venner[5].
- 1938 : Fin du chantier.

### Description

#### Extérieur
Le revêtement extérieur des murs de l'ensemble de l'église est en moellon de pierre de taille. Une charpente métallique supporte le toit à long pans et en bâtière recouvert de tuiles plates mécaniques. Ces modules architecturaux et ces matériaux seront utilisés sur de nombreux chantiers par Charles Venner ; substituant parfois la brique à la pierre lorsque le chantier est financé et plus modeste. Typique de la conception de Venner, le porche de l'église est surmonté du clocher en batière. Le clocher est ouvert par deux baies géminées et un œil-de-bœuf équipés d'abat-son. Enfin il est surmonté d'une croix en fer forgé. Autre élément marquant le style de Venner, l'accès principal de l'édifice est surmonté de la sculpture en béton du saint tutélaire de l'église, ici saint Jean-Baptiste.
L'entrée principale est encadrée par deux colonnes octogonales et surmontée d'un arc brisé. Ce modèle conçu par Charles Venner sera repris par lui dans de nombreuses commandes des Chantiers du Cardinal.

#### Intérieur
Le plan de l'église est en croix latine. Le porche est encadré par deux espaces identiques : au nord un baptistère et au sud un espace non affecté. La nef unique avec une voûte en arc brisé est constituée de cinq travées éclairées de chaque côté par deux triples baies portant des vitraux polychromes abstraits. Aucun décor ou objet d'art ne vient ponctuer la nef hormis un chemin de croix en plâtre de l'artiste Georges Serraz encastré dans les murs latéraux. Le transept nord est orné d'une sculpture de la Vierge à l'Enfant et le transept sud d'une sculpture de saint Joseph charpentier. Ces deux sculptures en plâtre sont l’œuvre des ateliers Georges Serraz-Simone Parvillée.
L'abside est très épurée et ne reçoit aucun décor hormis une grande croix en bois. Auparavant le chœur était équipé d'une clôture de chœur composée de dix panneaux en fer martelé qui est aujourd'hui détruite. Cette clôture était décorée de scènes bibliques (Baptême du Christ), de figures bibliques (Agneau mystique, saint Jean-Baptiste : tête, épée) et de représentations d'objet (lampe, chaîne, prison : fenêtre).

### L'église aujourd'hui
L'église Saint-Jean-Baptiste du Plateau n'occupant pas la totalité de la parcelle, un bâtiment de plain-pied lui a été annexé à la fin du XXe siècle. Cet ensemble de salles, dénommée Relais Saint-Jean-Baptiste, sert aujourd'hui à la vie de la paroisse (banquets, réunions, logement temporaire, actions sociales ou solidaires, conférences…).
Par ailleurs, la RD 305, qui est dénommée boulevard de Stalingrad, où est sise l'église, connaît depuis le début du XXIe siècle un important développement urbain entraînant l'installation de nouvelles populations, infrastructures, commerces, entreprises sur le territoire qu'elle traverse. 
Du fait de ces changements démographiques, la vie de la paroisse connaît un développement important. Les paroissiens venant désormais d'horizons culturels du monde entier (Afrique subsaharienne, Asie du Sud-Est, sous-continent indien, Europe de l'Est, Antilles et Amérique du Sud) participent à la vie paroissiale qui s'en trouve renouvelée.

### Articles liés
- Œuvre des Chantiers du Cardinal
- Église Saint-Pierre-Saint-Paul d'Ivry-sur-Seine
- Église Sainte-Croix d'Ivry-Port (Ivry-sur-Seine)
- Église Notre-Dame-de-l'Espérance d'Ivry-sur-Seine
- Diocèse de Créteil
- Charles Venner